# Calesia hirtisquama
Calesia hirtisquama är en fjärilsart som beskrevs av George Francis Hampson 1926. Calesia hirtisquama ingår i släktet Calesia och familjen nattflyn. Inga underarter finns listade i Catalogue of Life.